# Vierschanzentournee 1993/94
Die 42. Vierschanzentournee 1993/94 war Teil des Skisprung-Weltcups 1993/1994.
Das Springen in Oberstdorf fand am 30. Dezember 1993 statt, am 1. Januar 1994 das Springen in Garmisch-Partenkirchen und am 4. Januar 1994 das Springen in Innsbruck. Die Abschlussveranstaltung in Bischofshofen wurde am 6. Januar 1994 durchgeführt. Nachdem mit Ingolf Mork 1972 zum letzten Mal ein Springer aus Norwegen die Tournee gewinnen konnte, folgte ihm nun sein Landsmann Espen Bredesen. In einem packenden Zweikampf mit dem wieder erstarkten Jens Weißflog fiel die Entscheidung erst beim letzten Springen in Bischofshofen.

## Weltcup und Favoriten
Da durch die Änderung des Winter/Sommer-Rhythmus bereits 1994 erneut Olympische Winterspiele anstanden, war die Tournee eine wichtige Standortbestimmung vor den Titelkämpfen im norwegischen Lillehammer. Die FIS hatte zudem den Weltcup-Kalender athletenfreundlicher gestaltet und begann die Wettbewerbsserie seit langem wieder in Europa mit Springen in Planica, Predazzo, Courchevel und Engelberg, so dass vor der Tournee weite Wettkampfreisen nach Übersee entfielen. Im DSV-Team hatte es nach dem historisch schlechten Abschneiden bei den Nordischen Weltmeisterschaften im schwedischen Falun enormen Wirbel gegeben. Nachdem Dieter Thoma vom damaligen Bundestrainer Rudi Tusch während der WM nach Hause geschickt worden war, verweigerte der Schwarzwälder die weitere Zusammenarbeit mit Tusch und erwog ernsthaft, nach Finnland zu ziehen, um dort zu trainieren und zukünftig für den finnischen Verband zu starten. Letzten Endes löste der DSV-Sportdirektor Hermann Weinbuch das Problem, indem er Tusch vom Posten des Bundestrainers entband und für ihn Reinhard Heß mit der Aufgabe betraute. Der bisherige Auswahltrainer des B-Kaders hatte von 1988 bis 1990 bereits die DDR-Auswahl betreut. Ihm gelang es, Dieter Thoma zum Bleiben zu bewegen und auch Altmeister Jens Weißflog neu zu motivieren. Speziell der Sachse bewies schon im Sommer eine beeindruckende Frühform und gewann mehrere Mattenwettbewerbe.
 Und auch zum Weltcupauftakt stellte Weißflog seine gute Form unter Beweis, indem er auf der Großschanze in Planica seinen ersten Weltcup seit Januar 1991 gewann. Da er auch den nachfolgenden Weltcup in Predazzo gewann und weitere gute Platzierungen erreichte, lag der Oberwiesenthaler vor Tourneebeginn knapp hinter Andreas Goldberger in der Weltcupwertung auf dem zweiten Platz. Der Österreicher, letztjähriger Tourneegewinner und Weltcupgesamtsieger des Vorjahres, war das neue Zugpferd in einem weiterhin starken österreichischen Team und einer der Topfavoriten auf den Tourneesieg. Allerdings haderten die Männer um Trainer Heinz Koch etwas mit dem Ausgang der WM und wirkten nicht mehr so übermächtig wie in der Vorsaison.
Im Schatten der Austria-Adler war mit dem norwegischen und dem japanischen Team Konkurrenz erwachsen, die in Falun erste Erfolge feiern konnte. Der Japaner Harada war Weltmeister von der Normalschanze geworden und der Norweger Espen Bredesen nunmehr Weltmeister auf der Großschanze und mit der Mannschaft. Und auch zum Saisonbeginn zeigte Bredesen, dass mit ihm zu rechnen war, denn mit einem Sieg und zwei weiteren Podestplätzen in fünf Weltcup-Springen war er Dritter in der Weltcupwertung. Harada zeigte sich nicht ganz so stark, aber immerhin befanden sich auch drei Japaner unter den besten Zehn im Weltcup. Mit dem Tschechen Jaroslav Sakala kam ein weiterer Springer hinzu, dem ein Tourneesieg zuzutrauen war. Sakala hatte bei den Weltmeisterschaften drei Medaillen gewonnen und war Dritter der letztjährigen Tournee geworden. Bei den Finnen kam nach dem Ausnahmetalent Nieminen lange nichts. Mit dem erst 16-jährigen Janne Ahonen nominierte Trainer Pulli aber ein Talent, das kurz vor der Tournee in Engelberg seinen ersten Weltcup gewonnen hatte.
| 01. | Andreas Goldberger | Österreich  | 330 Punkte |
| 02. | Jens Weißflog      | Deutschland | 290 Punkte |
| 03. | Espen Bredesen     | Norwegen    | 275 Punkte |
| 04. | Jin’ya Nishikata   | Japan       | 195 Punkte |
| 05. | Jaroslav Sakala    | Tschechien  | 162 Punkte |

| 05. | Takanobu Okabe  | Japan       | 160 Punkte |
| 07. | Lasse Ottesen   | Norwegen    | 143 Punkte |
| 08. | Janne Ahonen    | Finnland    | 124 Punkte |
| 09. | Masahiko Harada | Japan       | 102 Punkte |
| 09. | Gerd Siegmund   | Deutschland | 102 Punkte |

## Nominierte Athleten
| Nation             | Athleten |
| ------------------ | --- |
| Deutschland        | Andreas Scherer, Dieter Thoma, Christof Duffner, Jens Weißflog, Marc Nölke, Gerd Siegmund, Rico Meinel, Sven Hannawald, André Kiesewetter, Hansjörg Jäkle, Alexander Müller, René Rosenbaum, Steffen Siebert, Ralph Gebstedt, Alexander Herr, Ronny Hornschuh                                                                                          |
| Österreich         | Ernst Vettori, Werner Haim, Martin Höllwarth, Heinz Kuttin, Andreas Goldberger, Werner Schuster, Andreas Beck, Stefan Horngacher, Werner Rathmayr, Klaus Huber, Christian Moser, Alexander Pointner, Adolf Grugger, Gerhard Schallert, Matthias Wallner, Reinhard Schwarzenberger, Ingemar Mayr, Christian Reinthaler, Martin Kollau, Andi Rauschmeier |
| Finnland           | Jani Soininen, Janne Ahonen, Janne Väätäinen, Risto Jussilainen, Olli Happonen, Ari-Pekka Nikkola |
| Frankreich         | Nicolas Jean-Prost, Didier Mollard, Jérôme Gay, Ruddy Jardin, Steve Delaup, Nicolas Dessum |
| Italien            | Roberto Cecon, Massimo Vellar, Ivan Lunardi, Ivo Pertile |
| Japan              | Masahiko Harada, Takanobu Okabe, Jin’ya Nishikata, Noriaki Kasai, Hiroya Saitoh, Naoki Yasuzaki |
| Kanada             | John Lockyer |
| Kasachstan         | Andrei Werweikin |
| Norwegen           | Lasse Ottesen, Øyvind Berg, Espen Bredesen, Magne Johansen, Hakon Johnsen, Geir Atle Wøien, Roar Ljøkelsøy, Tommy Ingebrigtsen, Helge Brendryen |
| Polen              | Wojciech Skupień |
| Russland           | Michail Jessin, Stanislaw Pochilko |
| Schweden           | Staffan Tällberg, Mikael Martinsson, Johan Rasmussen |
| Schweiz            | Sylvain Freiholz, Stephan Zünd, Martin Trunz |
| Slowakei           | Martin Švagerko, Vladimír Roško, Marián Bielčik |
| Slowenien          | Samo Gostiša, Matjaž Zupan, Matjaž Kladnik, Robert Meglič, Sašo Komovec, Franci Petek, Jure Žagar, |
| Tschechien         | František Jež, Jaroslav Sakala, Zbyněk Krompolc, Jiří Parma, Jiří Raška jr., Tomáš Goder, Ladislav Dluhoš |
| Ukraine            | Wassyl Hrybowytsch |
| Vereinigte Staaten | Randy Weber, Tad Langlois |

## Oberstdorf
- Datum: 30. Dezember 1993
- Land:  Deutschland
- Schanze: Schattenbergschanze

Bereits beim Qualifikationsspringen gab es die ersten Rekorde. Der Schanzenrekord von Werner Rathmayr mit 120,5 m wurde von Espen Bredesen (121 m) und schließlich noch durch Jens Weißflog mit 122 m verbessert. Damit waren schon vor dem ersten Wettkampftag die großen Favoriten für Oberstdorf benannt. Die deutsche Mannschaft machte einen starken Eindruck und war mit 4 Springern unter den ersten 13 die beste Mannschaft. Andererseits konnten sich Springer wie Duffner, Nikkola, Lunardi oder Horngacher nicht für den Wettkampf qualifizieren und verloren somit schon alle Chancen für eine gute Gesamtplatzierung. 20.0000 erlebten vor allem im ersten Durchgang eine erneute Rekordjagd. Nachdem Espen Bresdesen mit einem Sprung von 122 m den erst am Vortag aufgestellten Schanzenrekord egalisierte, konterte Jens Weißflog mit einem Sprung auf 124 m, was erneut Schanzenrekord bedeutete. Durch etwas schlechtere Haltungsnoten lag der Sachse allerdings nach dem ersten Durchgang nur einen halben Punkt vor dem Norweger.
Der zweite Durchgang war hingegen von zwei Anlaufverkürzungen geprägt. Mit diesen Veränderungen und zusätzlich wechselnden Winden kamen die wenigsten Springer zurecht. Nur 10 Springer kamen noch über die Hundert-Meter-Marke und von den 35 Springern des Finaldurchgangs konnte sich einzig der Schweizer Trunz verbessern. Das Können von Weißflog zeigte sich an diesem Tag, indem er mit 110 m den mit Abstand weitesten Sprung im zweiten Durchgang setzte und Bredesen mit 8,1 Punkten Vorsprung auf den zweiten Platz verwies. Andreas Goldberger sicherte sich den verbliebenen Podestplatz.
Der Sachse war endgültig zurück bei der Tournee. Nach zwei eher durchwachsenen Wintern, die von der Umstellung auf den V-Stil geprägt waren, strafte Weißflog alle Kritiker Lügen, die ihn schon abgeschrieben hatten. Auch Mannschaftskollege Dieter Thoma zeigte sich über seinen siebten Platz hocherfreut, war er doch zu Weihnachten noch im Continentalcup angetreten um nach seiner Verletzung überhaupt ein paar Sprünge zu bekommen. Thoma war erst im Oktober 1993 mit einem Snowboarder zusammengestoßen und hatte sich erneut am frisch operierten Knie verletzt.
| Pos. | Springer           | Land        | Punkte |
| ---- | ------------------ | ----------- | ------ |
| 1    | Jens Weißflog      | Deutschland | 238,1  |
| 2    | Espen Bredesen     | Norwegen    | 230,0  |
| 3    | Andreas Goldberger | Österreich  | 217,2  |
| 4    | Jin’ya Nishikata   | Japan       | 216,0  |
| 5    | Takanobu Okabe     | Japan       | 210,0  |
| 6    | Jaroslav Sakala    | Tschechien  | 208,1  |
| 7    | Dieter Thoma       | Deutschland | 204,6  |
| 8    | Janne Ahonen       | Finnland    | 198,4  |
| 9    | Roberto Cecon      | Italien     | 195,1  |
| 10   | Lasse Ottesen      | Norwegen    | 190,0  |

## Garmisch-Partenkirchen
- Datum: 1. Januar 1994
- Land:  Deutschland
- Schanze: Große Olympiaschanze

Auch am Neujahrstag erlebten die Zuschauer eine Rekordjagd. Den Grundstein hatte Bredesen schon in der Qualifikation gelegt, als er den Schanzenrekord auf 109,5 m steigerte. Im ersten Wertungsdurchgang kam es allerdings durch einen verkürzten Anlauf noch nicht zu den ganz großen Weiten, neben Bredesen und Weißflog lagen auch noch die Japaner Harada und Okabe aussichtsreich im Rennen um den Tagessieg. Nach einer Anlaufverlängerung konnten sich fast alle Springer teilweise enorm steigern und es kam zu einer regelrechten Rekordhatz. Andreas Goldberger schob sich mit 109 m noch enorm nach vorn belegte am Ende den 5. Platz. Dieter Thoma verbesserte sich um 6 Meter und erreichte nach seinem eher schlechten Abschneiden im ersten Durchgang noch den 12. Platz. An der Spitze setzte zunächst der Japaner Okabe die beiden Führenden mit einem 109-m-Satz unter Druck. Jens Weißflog antwortete darauf mit neuem Schanzenrekord von 110 m und lag nun 2,3 Punkte vor dem Japaner. Doch Espen Bredesen war an dem Tag das Maß aller Dinge, mit neuem Schanzenrekord von 111 m gewann er das Neujahrsspringen in Garmisch. Durch seinen Vorsprung von 7,6 Punkten auf Weißflog in der Tageswertung rückte der Norweger in der Gesamtwertung bis auf einen halben Punkt an den Sachsen heran. Spannender konnte der Verlauf der Tour nunmehr kaum noch sein.
| Zwischenstand nach 2 Springen | Zwischenstand nach 2 Springen | Zwischenstand nach 2 Springen |
| Pos.                          | Springer                      | Punkte                        |
| ----------------------------- | ----------------------------- | ----------------------------- |
| 01.                           | Weißflog                      | 469,1                         |
| 02.                           | Bredesen                      | 468,6                         |
| 03.                           | Goldberger                    | 441,8                         |
| 04.                           | Okabe                         | 439,0                         |
| 05.                           | Sakala                        | 434,9                         |
| 06.                           | Cecon                         | 406,0                         |

| Pos. | Springer           | Land        | Punkte |
| ---- | ------------------ | ----------- | ------ |
| 1    | Espen Bredesen     | Norwegen    | 238,6  |
| 2    | Jens Weißflog      | Deutschland | 231,0  |
| 3    | Takanobu Okabe     | Japan       | 228,7  |
| 4    | Jaroslav Sakala    | Tschechien  | 226,8  |
| 5    | Andreas Goldberger | Österreich  | 224,6  |
| 6    | Roberto Cecon      | Italien     | 221,5  |
| 6    | Lasse Ottesen      | Norwegen    | 221,5  |
| 8    | Heinz Kuttin       | Österreich  | 219,1  |
| 9    | Masahiko Harada    | Japan       | 217,0  |
| 10   | Nicolas Dessum     | Frankreich  | 216,6  |

## Innsbruck
Weiter ging die Rekordjagd. Bereits in der Qualifikation hatte Andreas Goldberger mit einem Sprung über 111 m angedeutet, dass der bestehende Schanzenrekord von 112 m fallen könnte. Allerdings war es zunächst der Italiener Cecon, der im Probedurchgang des Wettkampftages mit 113,5 m einen neuen Schanzenrekord aufstellte. Im ersten Durchgang selbst begeisterte dann Goldberger das einheimische Publikum mit dem neuen Schanzenrekord von 114,5 m. Damit lag er fast uneinholbar vorn, da Mannschaftskollege Heinz Kuttin mit 107,5 m und Jens Weißflog mit 106 m als Nächstplatzierte schon einige Meter und Punkte hinter ihm lagen. Auch Christof Duffner lag mit seien 104 m noch aussichtsreich um Rennen um einen Podestplatz. 
Doch die nicht leicht zu springende Bergiselschanze mit ihrem kurzen Schanzentisch und zusätzlich der wechselnde Rückenwind wirbelten wie so oft das Klassement noch gehörig durcheinander. So gehörte unter anderem Duffner zu den Leidtragenden. Sein zweiter Sprung fiel mit 89 m viel zu kurz aus und bedeutete am Ende Rang 15. Auch Heinz Kuttin fiel nach nur 97 m beim zweiten Sprung noch auf den 6. Platz zurück, während sich vor allem Jens Weißflog steigerte. Der von Zahnschmerzen geplagte Sachse zeigte mit einem Satz über 112 m, dass er den Tagessieg noch nicht abgeschrieben hatte. Und es wurde tatsächlich noch einmal spannend, als Goldberger bereits nach 104 m landete. Am Ende waren es noch 4 Punkte, die beide Springer trennten. Somit konnte Goldberger seinen 4. Weltcupsieg feiern. Durch den Tagessieg kletterte der Österreicher in der Gesamtwertung weiter nach vorn und lag nun auf dem dritten Platz, 11 Punkte hinter Bredesen. Der Norweger hatte in Innsbruck über elf Punkte verloren und lag nun 12,2 Punkte hinter Weißflog. Der Oberwiesenthaler war wieder einmal seinem 4. Tourneegesamtsieg nahe. Allerdings waren wegen der nach der Siegerehrung erfolgten Zahnoperation auch innerhalb des Deutschen Teams durchaus Zweifel an seiner Chance auf den Gesamtsieg vorhanden.
| Zwischenstand nach 3 Springen | Zwischenstand nach 3 Springen | Zwischenstand nach 3 Springen |
| Pos.                          | Springer                      | Punkte                        |
| ----------------------------- | ----------------------------- | ----------------------------- |
| 01.                           | Weißflog                      | 698,5                         |
| 02.                           | Bredesen                      | 686,3                         |
| 03.                           | Goldberger                    | 675,2                         |
| 04.                           | Sakala                        | 653,0                         |
| 05.                           | Cecon                         | 624,3                         |
| 06.                           | Kasai                         | 616,0                         |

| Pos. | Springer           | Land        | Punkte |
| ---- | ------------------ | ----------- | ------ |
| 1    | Andreas Goldberger | Österreich  | 233,4  |
| 2    | Jens Weißflog      | Deutschland | 229,4  |
| 3    | Noriaki Kasai      | Japan       | 222,2  |
| 4    | Jaroslav Sakala    | Tschechien  | 218,1  |
| 5    | Espen Bredesen     | Norwegen    | 217,7  |
| 6    | Heinz Kuttin       | Österreich  | 209,2  |
| 7    | Werner Rathmayr    | Österreich  | 207,9  |
| 8    | Roberto Cecon      | Italien     | 207,7  |
| 9    | Masahiko Harada    | Japan       | 202,4  |
| 10   | Roar Ljøkelsøy     | Norwegen    | 200,6  |

## Bischofshofen
- Datum: 6. Januar 1994
- Land:  Österreich
- Schanze: Paul-Außerleitner-Schanze

Nachdem Jens Weißflog nach der Entfernung eines Schneidezahns schmerzfrei trainieren konnte, war die Wahrscheinlichkeit seines vierten Tourneesiegs gestiegen. Allerdings hatte der Sachse den Gesamtsieg schon zweimal auf der Naturschanze noch aus der Hand gegeben. Zudem konterte Weißflogs Kontrahent Espen Bredesen im Training mit einem Paukenschlag. Mit 130 m lag er drei Meter über dem aktuellen Schanzenrekord und auch die Qualifikation gewann der Norweger mit 125 m. Auch im ersten Wettbewerbsdurchgang setzte der Norweger mit 123,5 m die größte Weite. Weißflog konterte mit 120 m und auch Kasai redete nach seinem Sprung über 121,5 m noch ein Wörtchen um den Tagessieg mit. Vor dem Finaldurchgang lag Bredesen mit 4,6 vor Kasai, dieser wiederum nur 0,2 Punkte vor Weißflog. Nach diesem Zwischenstand war der Sachse immer noch Tourneesieger. Bredesens Mannschaftskollege Lasse Ottesen hatte mit 111 Punkten schon acht Punkte Rückstand auf einen Podestplatz. Hansjörg Jäkle lag nach einem Sprung über 118 m auf einem guten 5. Platz.
Skandal um Lasse Ottesen
Der zweite Durchgang lebte zunächst vor allem von der Aufholjagd Andreas Goldbergers, der nach einem eher durchwachsenen ersten Sprung über 108 m im zweiten Durchgang bei 121,5 m aufsetzte. Dies bedeutete in der Tageswertung am Ende noch den 5. Platz. Zum unrühmlichen Höhepunkt wurde dann der Auftritt des Norwegers Ottesen. In den Fernsehbildern deutlich sichtbar, blieb er viel länger als notwendig auf dem Absprungbalken sitzen, machte angebliche schlechte Windbedingungen geltend. Zeitweilig ging Ottesen sogar vom Balken. Erst nach Insistieren der Wettkampfleitung ließ sich Ottesen dazu bewegen, den Sprung durchzuführen. Der Norweger landete bei 104 m, was zunächst in der Tageswertung den 8. Platz bedeutete. Nach Ottesen sprang Jens Weißflog, der nach seiner Ansicht durch die Verzögerung von Ottesen wesentlich schlechtere Windbedingungen in seinem Zeitfenster bekam. Der Sachse landete bei 113,5 m, während Kasai anschließend auf 117,5 m sprang und der führende Bredesen gar auf 121,5 kam. In der Tageswertung distanzierte Bredesen Weißflog somit um 20,2 Punkte. Dieser Abstand sollte sich entscheidend in der Gesamtwertung auswirken. Durch den Wirbel um Lasse Ottesen, der nachträglich wegen Unsportlichkeit noch disqualifiziert wurde, gingen einige bemerkenswerte Platzierungen an diesem Tage etwas unter. So belegte der Italiener Cecon einen hervorragenden 4. Platz. Hansjörg Jäkle konnte sich durch seinen 6. Platz in Bischofshofen für das Olympiaaufgebot in Lillehammer qualifizieren. Der Franzose Dessum belegte nach einem 118-m-Satz schließlich noch den neunten Platz.
| Pos. | Springer           | Land        | Punkte |
| ---- | ------------------ | ----------- | ------ |
| 1    | Espen Bredesen     | Norwegen    | 245,0  |
| 2    | Noriaki Kasai      | Japan       | 232,2  |
| 3    | Jens Weißflog      | Deutschland | 224,8  |
| 4    | Roberto Cecon      | Italien     | 217,5  |
| 5    | Andreas Goldberger | Österreich  | 216,6  |
| 6    | Hansjörg Jäkle     | Deutschland | 202,0  |
| 7    | Heinz Kuttin       | Österreich  | 200,8  |
| 8    | Takanobu Okabe     | Japan       | 195,5  |
| 9    | Nicolas Dessum     | Frankreich  | 195,0  |
| 10   | Janne Ahonen       | Finnland    | 194,3  |

## Gesamtwertung
Eine rekordwürdige Tournee ging zu Ende. Auf drei von vier Schanzen wurde der Schanzenrekord im Wettkampf verbessert, in Bischofshofen wurde zumindest in der Qualifikation eine höhere Weite als beim Schanzenrekord erzielt. Durch teilweise schwierige Bedingungen an den Schanzen schafften es am Ende nur 13 Springer, sich für alle vier Finaldurchgänge zu qualifizieren. Erstmals seit 22 Jahren sah die Tournee mit Espen Bredesen wieder einen norwegischen Tourneesieger. Es bleibt müßig, darüber zu spekulieren, ob ihm ohne Verzögerung des Wettkampfes in Bischofshofen durch seinen Mannschaftskollegen Ottesen der Gesamtsieg gelungen wäre. Der zweimalige Weltmeister von Falun befand sich in bestechender Form und zeigte bereits im Training in Bischofshofen, zu welchen Leistungen er imstande war. Dennoch machte der Gesamtzweite Jens Weißflog vor allem Ottesen für seinen neuerlich verpassten Tourneesieg verantwortlich. Der Sachse hatte vor der Saison seinen Rücktritt zum Saisonende erklärt und sah sich um die Chance gebracht, als erster Skispringer der Welt die Tournee viermal zu gewinnen. Zu diesem Zeitpunkt konnte jedoch keiner ahnen, dass der „Floh vom Fichtelberg“ im norwegischen Lillehammer Doppelolympiasieger werden und daraufhin seine Karriere weiter fortsetzen würde. Im Schatten des Duells Bredesen–Weißflog konnte sich der Österreicher Andreas Goldberger nach seinem Tourneesieg im vergangenen Jahr mit Platz drei erneut einen Podestplatz sichern. Der Italiener Cecon erreichte mit Rang sechs seine beste Tourneeplatzierung und Dieter Thoma zeigte mit Rang acht in der Gesamtwertung, dass mit ihm nach den Querelen des Vorjahres wieder zu rechnen war. Dies stellte er kurz darauf mit zwei olympischen Medaillen eindrucksvoll unter Beweis. Generell konnte man bei der Tournee von der Wiederauferstehung des deutschen Teams unter dem neuen Bundestrainer Heß sprechen. Die Altmeister Weißflog und Thoma hatten die Umstellung auf den V-Stil endgültig geschafft und waren rechtzeitig vor Olympia in die Weltspitze zurückgekehrt. Mit Hansjörg Jäkle und Gerd Siegmund, immerhin Gesamtelfter, hatten sich zudem zwei neue deutsche Springer in der erweiterten Weltspitze etabliert.
| Rang | Name               | Nation      | Gesamt- wertung | Oberst- dorf | Garmisch- Partenk. | Inns- bruck | Bischofs- hofen |
| ---- | ------------------ | ----------- | --------------- | ------------ | ------------------ | ----------- | --------------- |
| 1    | Espen Bredesen     | Norwegen    | 931,3           | 230,0 / 02.  | 238,6 / 01.        | 217,7 / 05. | 245,0 / 01.     |
| 2    | Jens Weißflog      | Deutschland | 923,3           | 238,1 / 01.  | 231,0 / 02.        | 229,4 / 02. | 224,8 / 03.     |
| 3    | Andreas Goldberger | Österreich  | 891,8           | 217,2 / 03.  | 224,6 / 05.        | 233,4 / 01. | 216,6 / 05.     |
| 4    | Noriaki Kasai      | Japan       | 848,2           | 183,0 / 14.  | 210,8 / 13.        | 222,2 / 03. | 232,2 / 02.     |
| 5    | Jaroslav Sakala    | Tschechien  | 845,5           | 208,1 / 06.  | 226,8 / 04.        | 218,1 / 04. | 192,5 / 11.     |
| 6    | Roberto Cecon      | Italien     | 841,8           | 195,1 / 09.  | 221,5 / 06.        | 207,7 / 08. | 217,5 / 04.     |
| 7    | Heinz Kuttin       | Österreich  | 815,1           | 186,0 / 12.  | 219,1 / 08.        | 209,2 / 06. | 200,8 / 07.     |
| 8    | Dieter Thoma       | Deutschland | 781,6           | 204,6 / 07.  | 211,5 / 12.        | 177,8 / 17. | 187,7 / 13.     |
| 9    | Janne Väätäinen    | Finnland    | 771,2           | 187,7 / 11.  | 206,4 / 18.        | 198,8 / 11. | 178,3 / 24.     |
| 10   | Roar Ljøkelsøy     | Norwegen    | 754,9           | 164,5 / 26.  | 204,5 / 21.        | 200,6 / 10. | 185,3 / 16.     |